# Lista de presidentes do Senado Estadual de Goiás
Esta é uma lista de presidentes do Senado Estadual de Goiás, no período bicameral do Legislativo Goiano. É válido ressaltar que, o bicameralismo no Legislativo Estadual foi estabelecido em 1901, já na 4.ª legislatura do Congresso Legislativo de Goiás. Serão listados ainda nesta lista os outros membros da Mesa Diretora. O presidente do Senado Estadual era o quarto na linha de sucessão constitucional ao Governo de Goiás, atrás apenas do 1.º, 2.° e 3.° vice-presidentes.
| N.º | Retrato      | Nome | Nome                      | Início do mandato | Fim do mandato | Partido | Biênio | Mesa diretora | Observações                                                                                              | Legislatura |
| --- | ------------ | --- | ------------------------- | ----------------- | --- | ------- | --- | --- | --- | ----------- |
| 1   |              | | Miguel da Rocha Lima      | Maio de 1901      | Agosto de 1904 | PRF     | 1901 – 1903 | - 1º Vice-presidente Antônio Fleury Curado - 1º Secretário Antônio Cupertino Xavier de Barros - 2º Secretário Antônio Xavier Guimarães - 3º Secretário Fulgêncio Nunes da Silva - 4º Secretário Felicíssimo do Espírito Santo | Reeleito duas vezes, ocupou a presidência por 3 mesas diretoras                                          | 4.ª         |
| 1   | 1903 – 1904  | - 1º Vice-presidente Antônio Fleury Curado - 1º Secretário Antônio Cupertino Xavier de Barros - 2º Secretário Antônio Xavier Guimarães - 3º Secretário Fulgêncio Nunes da Silva - 4º Secretário Felicíssimo do Espírito Santo                                               | Miguel da Rocha Lima      | Maio de 1901      | Agosto de 1904 | PRF     | | | Reeleito duas vezes, ocupou a presidência por 3 mesas diretoras                                          | 4.ª         |
| 1   | Maio de 1905 | 14 de julho de 1905 | Miguel da Rocha Lima      | 1905 – 1907       | - 1º Vice-presidente Francisco Perillo - 1º Secretário Joaquim Rufino Ramos Jubé - 2º Secretário Arlindo Gaudie Fleury - 3º Secretário Ricardo da Silva Paranhos - 4º Secretário Manoel dos Reis Gonçalves            | PRF     | Renunciou para assumir o governo estadual | 5.ª | |             |
| 2   |              | Francisco Perillo | 14 de julho de 1905       | 1905 – 1907       | Agosto de 1908 | PRF     | - Vice-presidente vago - 1º Secretário Joaquim Rufino Ramos Jubé - 2º Secretário Arlindo Gaudie Fleury - 3º Secretário Ricardo da Silva Paranhos - 4º Secretário Manoel dos Reis Gonçalves | 5.ª | Assumiu a presidência com a renúncia de Miguel da Rocha para assumir o Governo de Goiás.                 |             |
| 3   |              | | Joaquim Rufino Ramos Jubé | Maio de 1909      | Agosto de 1912 | PD      | 1909 – 1910 | - 1º Vice-presidente Tubertino Ferreira Rios - 1º Secretário Luiz Monteiro - 2º Secretário José Reginaldo - 3º Secretário Custódio José Leal - 4º Secretário Manoel dos Reis Gonçalves                                        | Ocupou a presidência do Senado Estadual da 6.ª legislatura até a 11.ª, quando ocorre a Revolução de 1930 | 6.ª         |
| 3   | 1910 – 1911  | - 1º Vice-presidente Francisco Perillo - 1º Secretário Luiz Monteiro - 2º Secretário Manoel dos Reis Gonçalves - 3º Secretário Belisário Alexandre de Almeida (1910) José Reginaldo (1911) - 4º Secretário Arlindo Gaudie Fleury (1910) Herculano de Campos Meireles (1911) | Joaquim Rufino Ramos Jubé | Maio de 1909      | Agosto de 1912 | PD      | | | Ocupou a presidência do Senado Estadual da 6.ª legislatura até a 11.ª, quando ocorre a Revolução de 1930 | 6.ª         |
| 3   | 1912         | 1º Vice-presidente Francisco Perillo 1º Secretário Arlindo Gaudie Fleury 2º Secretário Manoel dos Reis Gonçalves 3º Secretário Belisário Alexandre de Almeida 4º Secretário vago                                                                                            | Joaquim Rufino Ramos Jubé | Maio de 1909      | Agosto de 1912 | PD      | | | Ocupou a presidência do Senado Estadual da 6.ª legislatura até a 11.ª, quando ocorre a Revolução de 1930 | 6.ª         |
| 3   | Maio de 1913 | Agosto de 1916 | Joaquim Rufino Ramos Jubé | 1913 – 1914       | - 1º Vice-presidente Francisco Perillo - 1º Secretário Arlindo Gaudie Fleury - 2º Secretário Manoel dos Reis Gonçalves - 3º Secretário Belisário Alexandre de Almeida - 4º Secretário Miguel da Rocha Lima (1914)     | PD      | 7.ª | | Ocupou a presidência do Senado Estadual da 6.ª legislatura até a 11.ª, quando ocorre a Revolução de 1930 |             |
| 3   | Maio de 1913 | Agosto de 1916 | Joaquim Rufino Ramos Jubé | 1914 – 1915       | - 1º Vice-presidente Francisco Perillo - 1º Secretário Arlindo Gaudie Fleury - 2º Secretário Manoel dos Reis Gonçalves - 3º Secretário Belisário Alexandre de Almeida - 4º Secretário José Reginaldo                  | PD      | 7.ª | | Ocupou a presidência do Senado Estadual da 6.ª legislatura até a 11.ª, quando ocorre a Revolução de 1930 |             |
| 3   | Maio de 1913 | Agosto de 1916 | Joaquim Rufino Ramos Jubé | 1915 – 1916       | - 1º Vice-presidente Miguel da Rocha Lima - 1º Secretário Arlindo Gaudie Fleury - 2º Secretário Manoel dos Reis Gonçalves - 3º Secretário Herculano de Campos Meireles - 4º Secretário Belisário Alexandre de Almeida | PD      | 7.ª | | Ocupou a presidência do Senado Estadual da 6.ª legislatura até a 11.ª, quando ocorre a Revolução de 1930 |             |
| 3   | Maio de 1917 | Agosto de 1920 | Joaquim Rufino Ramos Jubé | 1917 – 1920       | - 1º Vice-presidente Miguel da Rocha Lima - 1º Secretário Luiz Guedes de Amorim - 2º Secretário Manoel dos Reis Gonçalves - 3º Secretário Possidônio Xavier Rebello - 4º Secretário Deocleciano Nunes da Silva        | PD      | 8.ª | | Ocupou a presidência do Senado Estadual da 6.ª legislatura até a 11.ª, quando ocorre a Revolução de 1930 |             |
| 3   | Maio de 1921 | Agosto de 1924 | Joaquim Rufino Ramos Jubé | 1921 – 1922       | - 1º Vice-presidente Miguel da Rocha Lima - 1º Secretário Luiz Guedes de Amorim - 2º Secretário Possidônio Xavier Rebello - 3º Secretário Deocleciano Nunes da Silva - 4º Secretário Adolpho Teixeira                 | PD      | 9.ª | | Ocupou a presidência do Senado Estadual da 6.ª legislatura até a 11.ª, quando ocorre a Revolução de 1930 |             |
| 3   | Maio de 1921 | Agosto de 1924 | Joaquim Rufino Ramos Jubé | 1922 – 1923       | - 1º Vice-presidente Miguel da Rocha Lima - 1º Secretário Luiz Guedes de Amorim - 2º Secretário Possidônio Xavier Rebello - 3º Secretário Deocleciano Nunes da Silva - 4º Secretário Geraldino Caiado Fleury          | PD      | 9.ª | | Ocupou a presidência do Senado Estadual da 6.ª legislatura até a 11.ª, quando ocorre a Revolução de 1930 |             |
| 3   | Maio de 1921 | Agosto de 1924 | Joaquim Rufino Ramos Jubé | 1923 – 1924       | - 1º Vice-presidente Miguel da Rocha Lima - 1º Secretário Luiz Guedes de Amorim - 2º Secretário Adolpho Teixeira - 3º Secretário Geraldino Caiado Fleury - 4º Secretário Alfredo Lopes de Moraes                      | PD      | | | Ocupou a presidência do Senado Estadual da 6.ª legislatura até a 11.ª, quando ocorre a Revolução de 1930 |             |
| 3   | Maio de 1925 | Agosto de 1928 | Joaquim Rufino Ramos Jubé | 1925 – 1928       | - 1º Vice-presidente Francisco Perillo Júnior - 1º Secretário Leão Di Ramos Caiado - 2º Secretário Adolpho Teixeira - 3º Secretário Geraldino Caiado Fleury - 4º Secretário Antenor de Amorim                         | PD      | 10.ª | | Ocupou a presidência do Senado Estadual da 6.ª legislatura até a 11.ª, quando ocorre a Revolução de 1930 |             |
| 3   | Maio de 1929 | Outubro de 1930 | Joaquim Rufino Ramos Jubé |                   | - 1º Vice-presidente Francisco Perillo Júnior - 1º Secretário Leão Di Ramos Caiado - 2º Secretário Adolpho Teixeira - 3º Secretário Abílio Alves de Castro - 4º Secretário Antenor de Amorim                          | PD      | 11.ª | | Ocupou a presidência do Senado Estadual da 6.ª legislatura até a 11.ª, quando ocorre a Revolução de 1930 |             |